# Enogex System
Enogex System — газопровідна мережа, яка забезпечує збір продукції з родовищ штату Оклахома та її транспортування до газопереробних заводів та інших трубопровідних систем.
Система охоплює басейни Анадарко та Аркома, при цьому в першому діє газозбірна мережа тієї ж компанії Enogex довжиною 6000 миль та потужністю 14 млрд м3 на рік. Довжина магістральних газопроводів системи становить 2250 миль, річна пропускна здатність — 20 млрд м3. Також у складі системи діють два підземних сховища газу з активним об'ємом 0,7 млрд м3 та максимальною добовою видачею на рівні 18 млн м3, і вісім газопереробних заводів потужністю понад 11 млрд м3 на рік (всі дані наведено станом на 2011-й).
Можливо відзначити, що в басейні Анадарко розробляється сланцева формація Вудфорд та пісковикова формація з низькою проникністю Грейт-Граніт-Вош, тоді як басейн Аркома містить сланцеву формацію Файєтвіль.